# Roman Protasevich
Roman Dmitriyevich Protasevich hay Raman Dzmitryevich Pratasevich (tiếng Nga: Роман Дмитриевич Протасевич; tiếng Belarus: Раман Дзмітрыевіч Пратасевіч; sinh ngày 5 tháng 5 năm 1995) là một nhà báo và nhà hoạt động đối lập người Belarus.

## Sự nghiệp
Protasevich đã là một nhà hoạt động đối lập từ khi còn trẻ; anh đã tham gia vào các cuộc biểu tình vào đầu thập niên 2010. Anh đồng quản lý một nhóm lớn trong VKontakte, một mạng xã hội, đối lập với Tổng thống Alexander Lukashenko cho đến năm 2012, khi nhóm này bị chính quyền tấn công.. Anh là một giảng viên báo chí tại Đại học Nhà nước Belarus, nhưng bị sa thải ngay sau đó. Vào năm 2017, anh ta bị buộc tội tham gia vào một sự kiện trái phép ở Kurapaty, nhưng anh ta đã cố gắng chứng minh trước tòa rằng anh có bằng chứng ngoại phạm cho ngày hôm đó. Mặc dù không được đào tạo chính quy, anh đã làm việc trong giới truyền thông Belarus với tư cách là một nhà báo. Kể từ tháng 3 năm 2019, anh là nhiếp ảnh gia cho Euroradio.fm và làm việc tại cuộc họp của các thủ tướng Áo (Sebastian Kurz) và Belarus (Sergey Rumas) ở Minsk. Anh cũng làm việc cho ấn bản tiếng Belarus của Radio Free Europe/Radio Liberty. Năm 2019, Protasevich chuyển đến Ba Lan. Vào ngày 22 tháng 1 năm 2020, anh thông báo rằng anh đã xin tị nạn chính trị ở Ba Lan.
Tại thời điểm năm 2020, Protasevich quản lý kênh Nexta Telegram cùng với người đồng sáng tạo Sciapan Pucila (Stepan Putilo). Vào tháng 8 năm 2020, sau khi chính quyền Belarus cố gắng vô hiệu hóa truy cập internet trong bầu cử tổng thống năm 2020, Nexta trở thành một trong những nguồn thông tin chính về biểu tình phản đối bầu cử gian lận và bắt đầu phối hợp biểu tình. Kênh đã có gần 800.000 người đăng ký mới trong một tuần. Vào tháng 9 năm 2020, Protasevich rời Nexta.
Vào ngày 5 tháng 11 năm 2020, Protasevich và Pucila bị buộc tội tổ chức bạo loạn hàng loạt (điều 293 bộ luật hình sự Belarus), các hành động vi phạm nghiêm trọng trật tự công cộng (điều 342) và kích động thù địch xã hội dựa trên quan hệ nghề nghiệp (điều 130, khoản 3). Vào ngày 19 tháng 11 năm 2020, Belarusian KGB đã đưa họ vào danh sách khủng bố vì "tình trạng bất ổn hàng loạt". Vào ngày 2 tháng 3 năm 2021, Protasevich thông báo rằng anh bắt đầu làm việc cho kênh Telegram "@belamova" trước đây được biên tập bởi một blogger bị giam giữ, Ihar Losik.

## Chuyến bay 4978 của Ryanair và vụ bắt giữ
Vào ngày 23 tháng 5 năm 2021, chuyến bay 4978 của Ryanair (tuyến bay Athens - Vilnius) với Protasevich trên máy bay, đã bị chặn trong không phận Belarus bởi một máy bay máy bay chiến đấu của Belarus và được kiểm soát không lưu Belarus yêu cầu chuyển hướng đến sân bay quốc gia Minsk. Nhân viên sân bay Minsk nói rằng điều này là do có cảnh báo về một quả bom trên máy bay. Các nhà chức trách sân bay Litva tuyên bố rằng họ không được thông báo về mối đe dọa đánh bom, và nguyên nhân dẫn đến việc chuyển hướng thay vào đó là xung đột giữa một hành khách và một thành viên phi hành đoàn. Tại Minsk, Protasevich bị đưa ra khỏi máy bay và bị bắt. Không có quả bom nào được tìm thấy trên tàu bay. Mặc dù thực tế là máy bay đã ở gần Vilnius hơn, nhưng tổng thống Belarus Alexander Lukashenko, theo cơ quan báo chí của mình, đã đích thân ra lệnh cho máy bay chuyển hướng đến Minsk và cử một chiếc máy bay chiến đấu MiG-29 Không quân Belarus hộ tống nó.
Theo một đại diện của Ryanair được báo Nga Novaya Gazeta trích dẫn, kiểm soát không lưu Belarus đã thông báo cho phi hành đoàn về mối đe dọa và yêu cầu họ chuyển hướng tới Minsk. Một đoạn video đã được đăng tải trên cộng đồng phát hiện máy bay Belarus, được cho là cho thấy chiếc MiG-29 bị đánh chặn được trang bị tên lửa không đối không.
Ngay sau khi hạ cánh xuống Minsk, Protasevich bị cảnh sát Belarus bắt đi. Một hành khách khác được cho là đã nghe Protasevich nói về khả năng phải đối mặt với án tử hình, lãnh đạo phe đối lập lưu vong của Belarus Sviatlana Tsikhanouskaya đã cảnh báo cùng ngày. Các cáo buộc gây bất ổn hàng loạt khiến Protasevich có thể chịu mức án tù lên đến 15 năm. Ông bị bắt khi đang trên đường quay trở về từ Athens để đưa tin về chuyến thăm của Tsikhanouskaya tới Diễn đàn Kinh tế Delphi, một diễn đàn quốc tế ở Hy Lạp.
Một ngày sau vụ bắt giữ, truyền hình nhà nước Belarus đã công bố đoạn video Protasevich, với vết đen trên trán, thừa nhận tội tổ chức biểu tình và nói rằng ông không có vấn đề gì về sức khỏe sau những báo cáo chưa được xác nhận về tình trạng bệnh tim. Cha của Protasevich cho biết video có vẻ gượng gạo và mũi của Protasevich dường như đã bị gãy, trong khi các đồng minh của Protasevich bao gồm cả thủ lĩnh phe đối lập lưu vong Sviatlana Tsikhanouskaya cho biết video "cho thấy Roman đã phải chịu áp lực về cả thể chất và đạo đức." 